# Kováčová (Rožňava)
Kováčová, ungarisch Kiskovácsvágása (bis 1927 slowakisch auch „Gemerská Kováčová“; bis 1907 ungarisch Kovácsvágás, alternativ Kovácsi) ist eine Gemeinde im Osten der Slowakei mit 60 Einwohnern (Stand 31. Dezember 2024), die zum Okres Rožňava, einem Teil des Košický kraj, gehört und in der traditionellen Landschaft Gemer liegt.

## Geographie

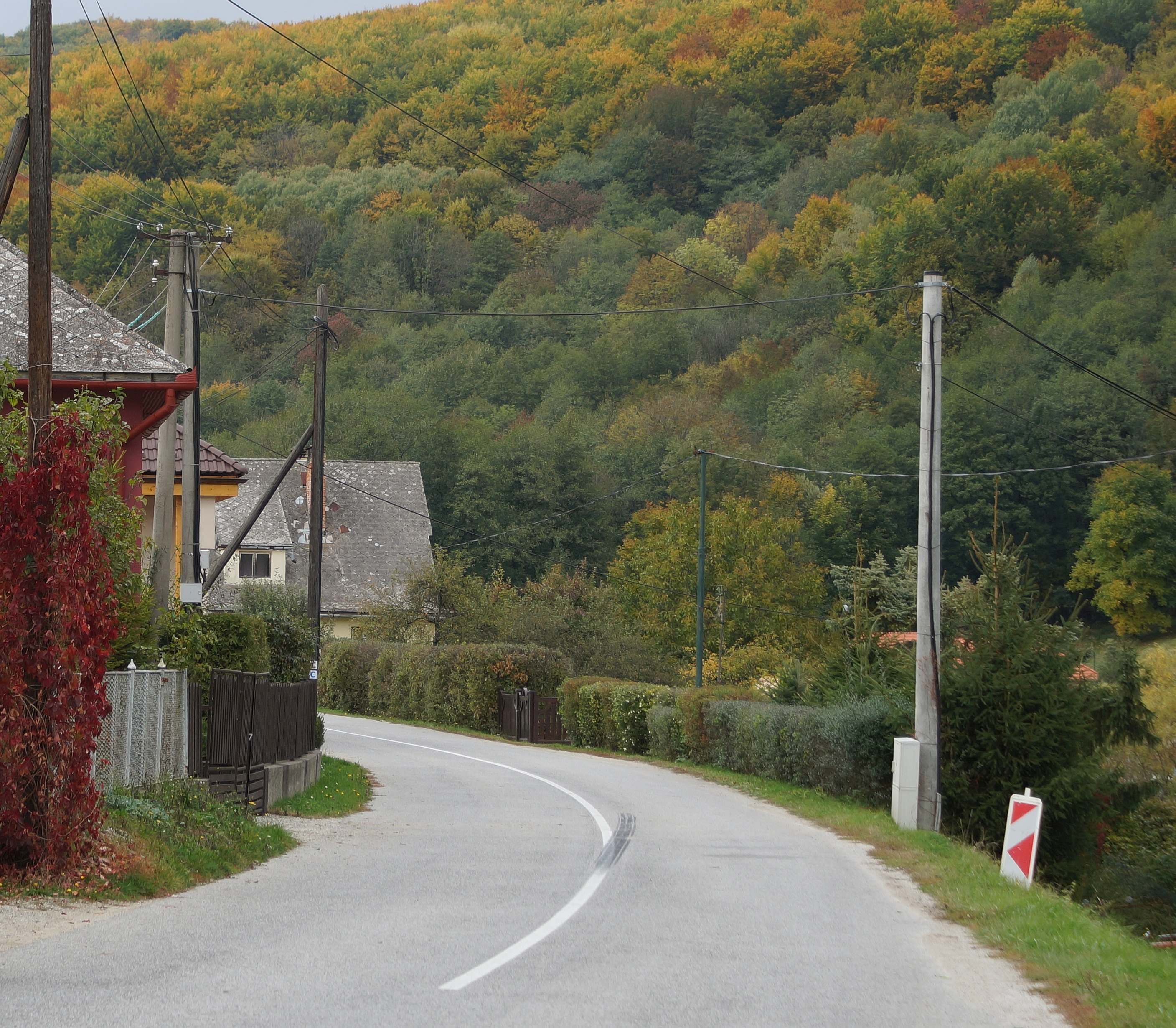
Hauptstraße und Wald

Die Gemeinde befindet sich im Slowakischen Erzgebirge, zwischen dem Gebirge Volovské vrchy nördlich und dem Slowakischen Karst südlich des Ortes, im Tal des Baches Čremošná im Einzugsgebiet der Slaná. Westlich des Ortes erhebt sich der Berg Drieňovec (804 m n.m.) auf dem Hochplateau Horný vrch. Das Ortszentrum liegt auf einer Höhe von 454 m n.m. und ist 15 Kilometer von Rožňava entfernt.
Nachbargemeinden sind Smolník im Norden, Lúčka im Osten, Hrhov und Jablonov nad Turňou im Süden und Drnava im Westen.

## Geschichte

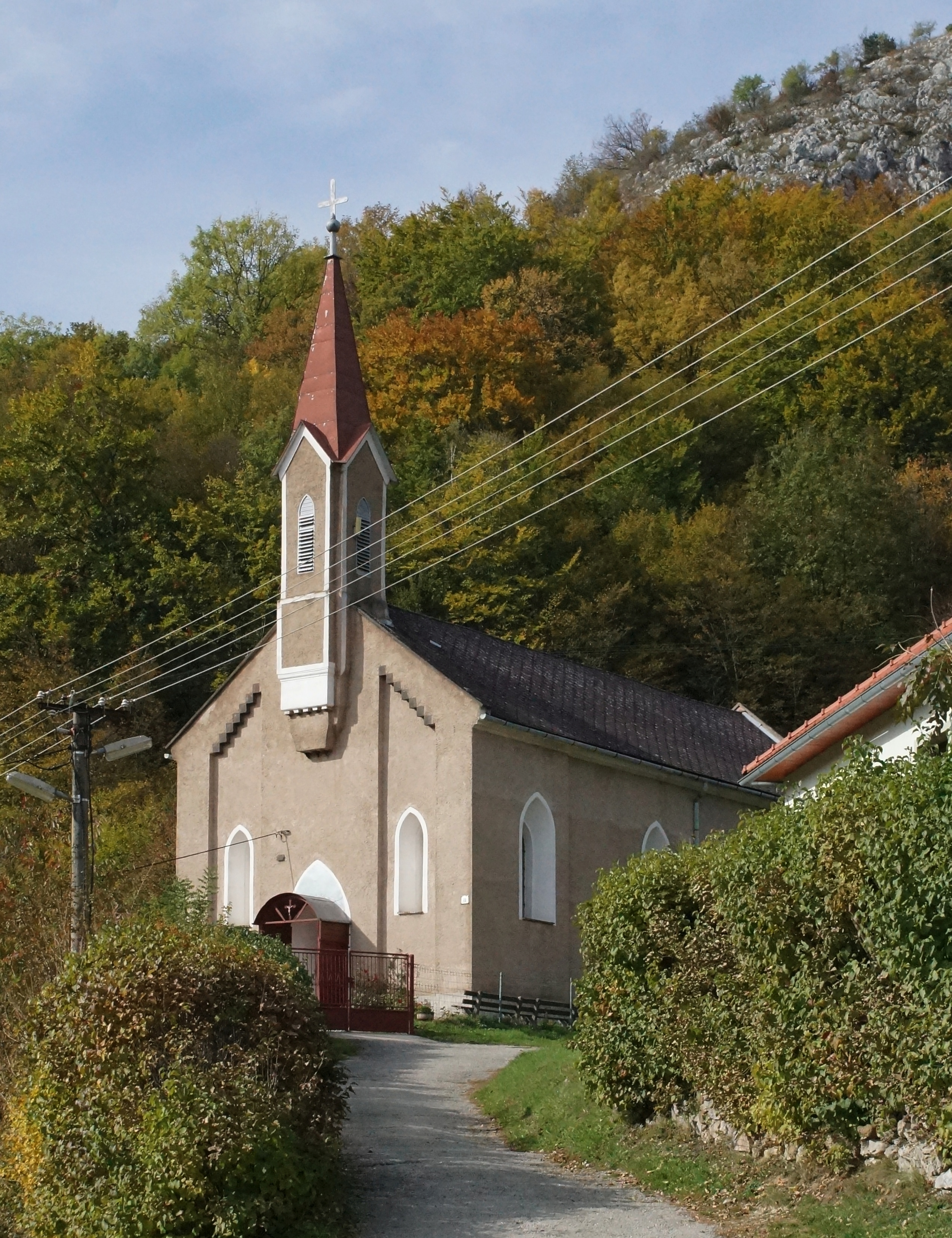
Franz-Xaver-Kirche in Kováčová

Kováčová wurde zum ersten Mal 1346 als Kouachy schriftlich erwähnt und war im selben Jahr Besitz des Geschlechts Bebek in der Herrschaft der Burg Krásna Hôrka. Gegen Ende des 15. Jahrhunderts wurde der Ort walachisch und Sitz eines Woiwoden, dem alle Walachen in der Gegend unterstanden. Im 16. und 17. Jahrhundert wurde Kováčová verwüstet und nach 1720 wieder besiedelt. 1828 zählte man 115 Häuser und 924 Einwohner, die als Landwirte und Arbeiter in umliegenden Bergwerken und Industriebetrieben beschäftigt waren. Nach dem Niedergang des Bergbaus in der Gegend wohnten 1910 im Ort nur noch 271 Einwohner.
Bis 1918/1919 gehörte der im Komitat Gemer und Kleinhont (bis 1881 Komitat Torna) liegende Ort zum Königreich Ungarn und kam danach zur Tschechoslowakei beziehungsweise heute Slowakei. Auf Grund des Ersten Wiener Schiedsspruchs lag er von 1938 bis 1945 noch einmal in Ungarn.

## Bevölkerung
| Jahr                | 1994 | 2004     | 2014     | 2024    |
| ------------------- | ---- | -------- | -------- | ------- |
| Anzahl der Personen | 116  | 94       | 62       | 60      |
| Unterschied         |      | −18,96 % | −34,04 % | −3,22 % |

| Jahr                | 2023 | 2024    |
| ------------------- | ---- | ------- |
| Anzahl der Personen | 58   | 60      |
| Unterschied         |      | +3,44 % |

Nach der Volkszählung 2011 wohnten in Kováčová 76 Einwohner, davon 59 Magyaren und 16 Slowaken. Ein Einwohner machte keine Angabe zur Ethnie.
67 Einwohner bekannten sich zur römisch-katholischen Kirche, sechs Einwohner zur reformierten Kirche sowie jeweils ein Einwohner zu den Zeugen Jehovas und zur Evangelischen Kirche A. B. Bei einem Einwohner wurde die Konfession nicht ermittelt.

## Baudenkmäler
- römisch-katholische Franz-Xaver-Kirche im neogotischen Stil aus dem Jahr 1866[6]